# 297

## Evenimente
- Galerius, trimis de Dioclețian să lupte împotriva perșilor, este învins de aceștia la Carrhae.
- O revoltă a Egiptului este reprimată de către Dioclețian.

## Nașteri
- dată necunoscută: Macarie Alexandrinul  (d. 395)